# یابو ۴۶۳۱
سیارک ۴۶۳۱ (به انگلیسی: 4631 Yabu، نامگذاری:1987WE1) چهار هزار و ششصد و سی و یکمین سیارک کشف شده‌است که در ۲۲ نوامبر ۱۹۸۷ کشف شد.
قدر مطلق سیارک برابر ۱۳٫۱۰ است.